# Lasclaveries
Lasclaveries település Franciaországban, Pyrénées-Atlantiques megyében. Lakosainak száma 248 fő (2022. január 1.). Lasclaveries Astis, Auriac, Barinque, Miossens-Lanusse, Saint-Armou és Sévignacq községekkel határos.

## Népesség
A település népességének változása:
| Lakosok száma | 252  | 248  | 249  | 244  | 240  | 245  | 244  | 246  | 248  |
|               | 2013 | 2015 | 2016 | 2017 | 2018 | 2019 | 2020 | 2021 | 2022 |